# Anna Lutz
Anna Lutz (* 4. Januar 2000 in Basel) ist eine Schweizer Beachvolleyballspielerin.

## Karriere
Lutz wurde 2017 mit Mara Betschart Neunte der U18-Europameisterschaft in Kasan. 2018 kam sie bei der U22-Europameisterschaft in Jūrmala mit Lea Buser auf den 25. Platz. 2019 wurde sie mit Menia Bentele beim U20-Turnier in Göteborg und bei der nächsten U22-EM in Antalya jeweils Neunte. Auf der FIVB World Tour trat sie bei einigen Ein-Stern-Turnieren an, wobei sie mit Buser Neunte in Budapest und mit Bentele Siebzehnte in Tel Aviv-Jaffa wurde. Mit beiden Partnerinnen spielte sie ausserdem nationale Turniere der Coop Beachtour 2019. Bei der Schweizer Beachvolleyball-Meisterschaft 2019 schieden Buser/Lutz in der ersten KO-Runde aus. Vom Schweizer Verband Swiss Volley wurde sie als Nachwuchsspielerin des Jahres ausgezeichnet.
2020 konnte sie wegen der COVID-19-Pandemie in der Schweiz nur internationale Turniere absolvieren. Beim Ein-Stern-Turnier der World Tour in Baden kam sie mit Laura Caluori auf den 21. Platz. Bei der U22-EM in Izmir wurde sie mit Bentele Neunte. Im März 2021 nahmen Caluori/Lutz an der zweiten Ausgabe der German Beach Trophy in Düsseldorf teil.
Seit 2022 spielt Lutz wieder  mit Menia Bentele.